# Gimnasio Polivalente Dinamo
El Gimnasio Polivalente Dinamo (en rumano: Sala Polivalentă Dinamo) es un pabellón deportivo multiusos en la ciudad de Bucarest, la capital del país europeo de Rumania. Es utilizado por los departamentos activos del CS Dinamo București, El Dinamo Volley Romprest (mujeres, Divizia A1) y el club Dinamo de balonmano (hombres, Liga Naţională). Fue inaugurado el 30 de mayo de 2013 a un costo de 9 millones de euros, con un contrato otorgado a la Compañía Națională de Investiții (CNI).